# I Love You (песня Донны Саммер)
«I Love You» (с англ. — «Я тебя люблю») — песня американской певицы Донны Саммер, записанная для её шестого студийного альбома Once Upon a Time (1977). Она достигла пика на 10-м месте в британском чарте синглов и 37-го места в американском Billboard Hot 100 в 1977 году. Песня возглавляла также танцевальный чарт США как часть альбома Once Upon a Time, поскольку в то время целые альбомы могли считаться одной записью в этом конкретном чарте.

## Отзывы критиков
В журнале Billboard отметили красивую мелодию и вокал Саммер, который был на высоте.

## Чарты
| Чарт (1977–1978)                                                      | Высшая позиция |
| --------------------------------------------------------------------- | -------------- |
| Австралия (Kent Music Report)                                         | 47             |
| Великобритания (OCC UK Singles)                                       | 10             |
| Испания (PROMUSICAE)                                                  | 24             |
| Италия (Musica e dischi)                                              | 16             |
| Канада (RPM Top Singles)                                              | 29             |
| Норвегия (VG-lista)                                                   | 10             |
| США (Billboard Dance Club Songs) · Как часть альбома Once Upon a Time | 1              |
| США (Billboard Hot 100)                                               | 37             |
| США (Billboard Hot R&B/Hip-Hop Songs)                                 | 28             |
| США (Cash Box Top 100)                                                | 26             |